# Ayana
Ayana (titre original : Ayana) est une nouvelle de Stephen King publiée pour la première fois dans le numéro automne 2007 du magazine littéraire The Paris Review, puis incluse dans le recueil de King Juste avant le crépuscule en novembre 2008.

## Résumé
Un homme raconte la lutte de son père contre le cancer du pancréas en 1982. Après avoir été embrassé par une mystérieuse aveugle de 7 ans prénommée Ayana (dont le pouvoir est un peu comparable à celui de John Coffey dans le roman La Ligne verte), il survit miraculeusement à sa maladie. Le narrateur, que la petite fille a touché en partant, se rend compte qu'il peut désormais lui aussi faire des miracles quand un ex-Marine vient lui rendre visite quelques années plus tard. Il décrit, pendant la décennie qui suit, les visites de cet homme qui l'envoie à trois reprises voir d'autres gens qui, eux aussi, attendent leur miracle.

## Accueil critique
Jean-Marie Wynants, du Soir, évoque un « excellent » récit sur le thème de la frontière ténue entre la vie et la mort. Matt Thorne, de The Independent, estime que c'est, avec Willa, l'une des « deux histoires les plus charmantes du recueil ». Pour Charles Taylor, du New York Times, cette nouvelle est trop mièvre.

## Adaptation
En 2014, une adaptation pour la télévision est annoncée en développement par le groupe télévisuel Universal TV. Chris Sparling en assurerait l'écriture, Ben Haber en serait le producteur et Jordan Kerner le producteur délégué. Cependant, aucune autre annonce n'a été faite depuis lors.